# 渡辺刃物製作所
渡辺刃物製作所（わたなべはものせいさくじょ、英語表記：Watanabe Blade ）は新潟県三条市の刃物メーカー。

## 概要
1897年（明治30年）創業の老舗刃物メーカー。初代の渡辺四郎次が三条市六の町で握りばさみの製造を始める。現在は包丁がメインで海外への輸出が売り上げの80％を占め、主に海外で有名である。戦前貧しい子供たちを弟子に迎えて鍛冶技術を教え、学費や食費、生活費を与え、多くの人々を救い三条発展に多く貢献した。また川端康成の小説に登場するモデル「駒子」が晩年縁あって四日町の渡辺家の2階に住んでいた。戦前までの渡辺家は財閥であったが、これからの若い人が次々に結核で倒れ、戦争もあり、細々と現在にいたる。2009年現在家族5人で運営されている。

## 外部サイト
- 公式ウェブサイト

| スタブアイコン | サブスタブ | この項目は、まだ閲覧者の調べものの参照としては役立たない、企業に関連した書きかけの項目です。この項目を加筆・訂正などしてくださる協力者を求めています（PJ:経済）。 |